# デーヴィッド・コックス
デーヴィッド・コックス（David Cox 、1783年4月29日 - 1859年6月7日）はイギリスの画家、版画家である。

## 略歴
バーミンガムで生まれた。父親は鍛冶屋で初等教育を受けた後、父親の工房で働かされたが、鍛冶屋の力仕事に向いていなかった。装身具制作の工房に移り、ミニアチュールの技術を学んだ。バーミンガムの私立の美術学校で学び、15歳からバーミンガムの画家アルバート・フィールダー(Albert Fielder)の弟子などをした後、劇場の舞台美術の助手として働いた。21歳になった1804年にフィリップ・アストリーの劇場の仕事をするためにロンドンに移るが、雇ってもらえなかった。ロンドンではジョン・ヴァーリイから水彩画の技術を学んだ。1805年からロイヤル・アカデミー・オブ・アーツの展覧会に出展をはじめ、上流階級の人々に絵を教えて生活費を稼いだ。ロンドンに滞在中の宿屋の娘と結婚し、1808年にサウスロンドンのダリッチ(Dulwich)に住んだ。水彩画や風景画に関する書籍も出版した。
1813年に水彩画家協会(Society of Painters in Water Colours、後に王立水彩画協会、Royal Watercolour Societyとなる。)の会員に選ばれ、陸軍士官学校での教員に任じられたが、士官学校の教師はすぐにやめた。1814年からはウェスト・ミッドランズのヘレフォードに移り、様々な学校で絵を教え、ヘレフォードを拠点にイングランド各地を旅した。
1826年にオランダやベルギーを旅し、1827年から1841年の間は再びロンドンで活動し人気のある画家になった。1829年と1832年にはフランスを短期間、訪れた。1641年からバーミンガム郊外に移った。この頃には絵を売って十分な収入が得られたので、美術教師をやめた。
バーミンガムで没した。同名の息子(David Cox jr.またはDavid Cox the Younger: 1809-1885)も風景画家になった。

## 作品

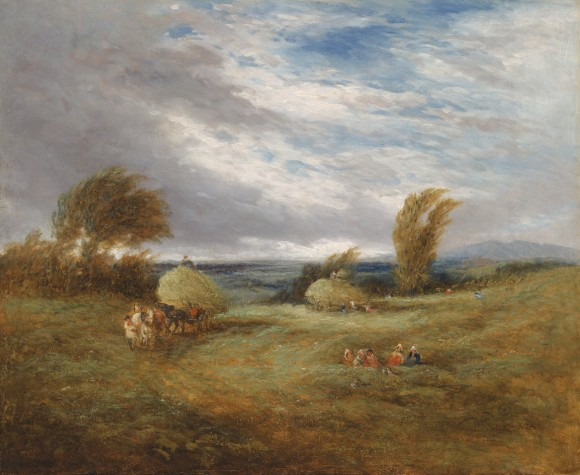
牧草地で
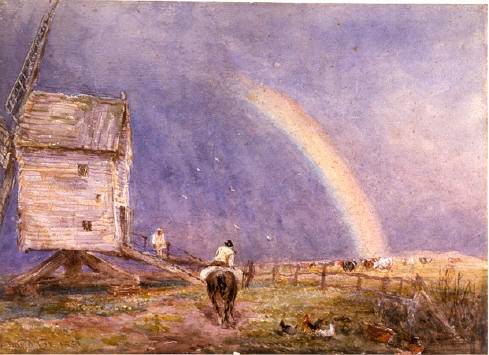
風車小屋
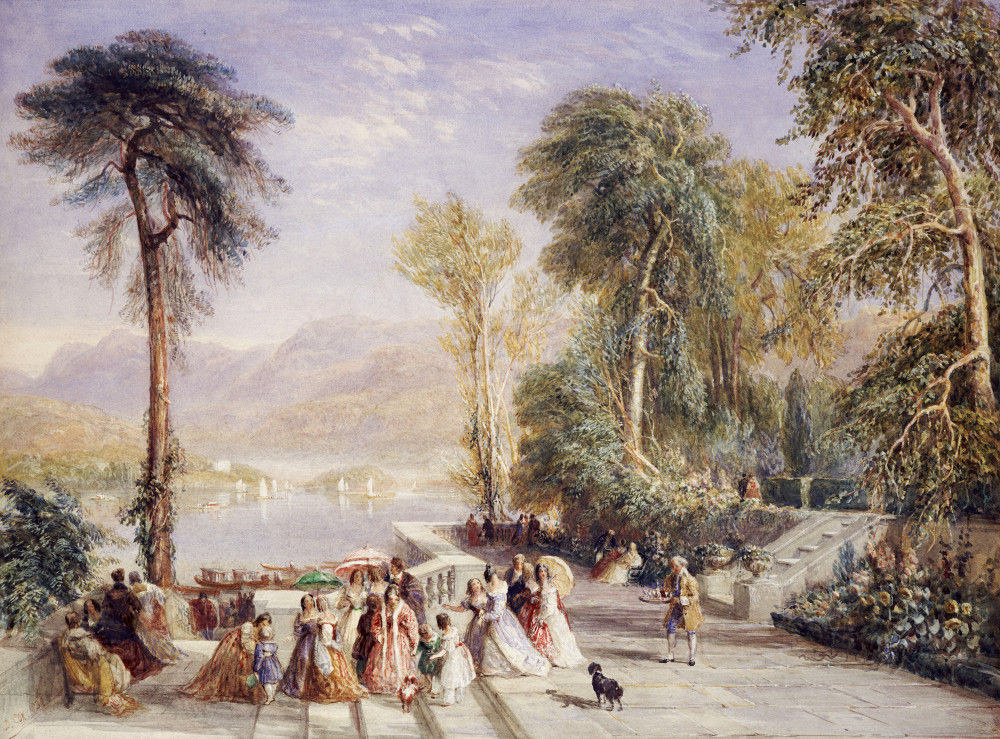
ボート競走中のウィンダミア湖
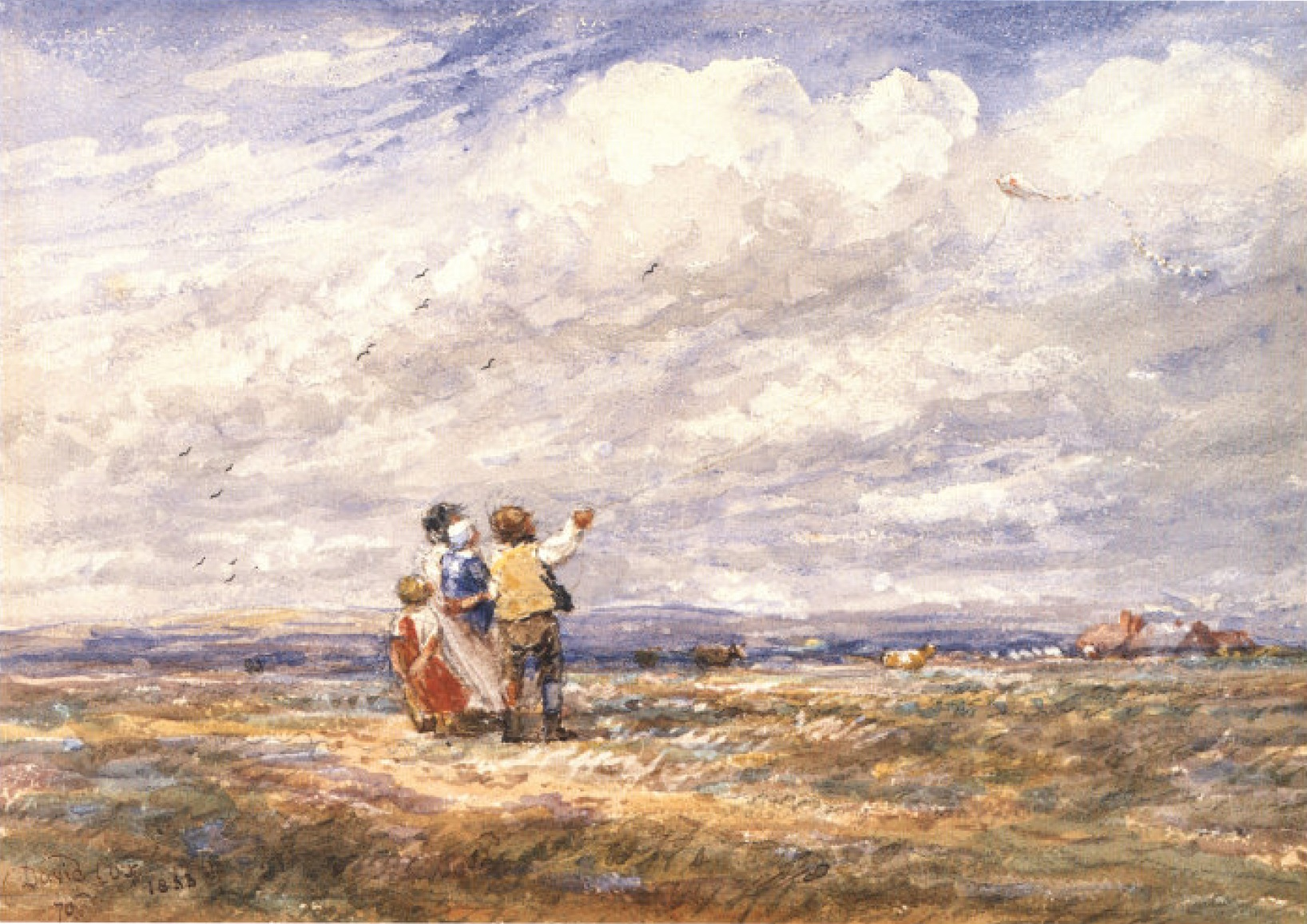
凧あげ
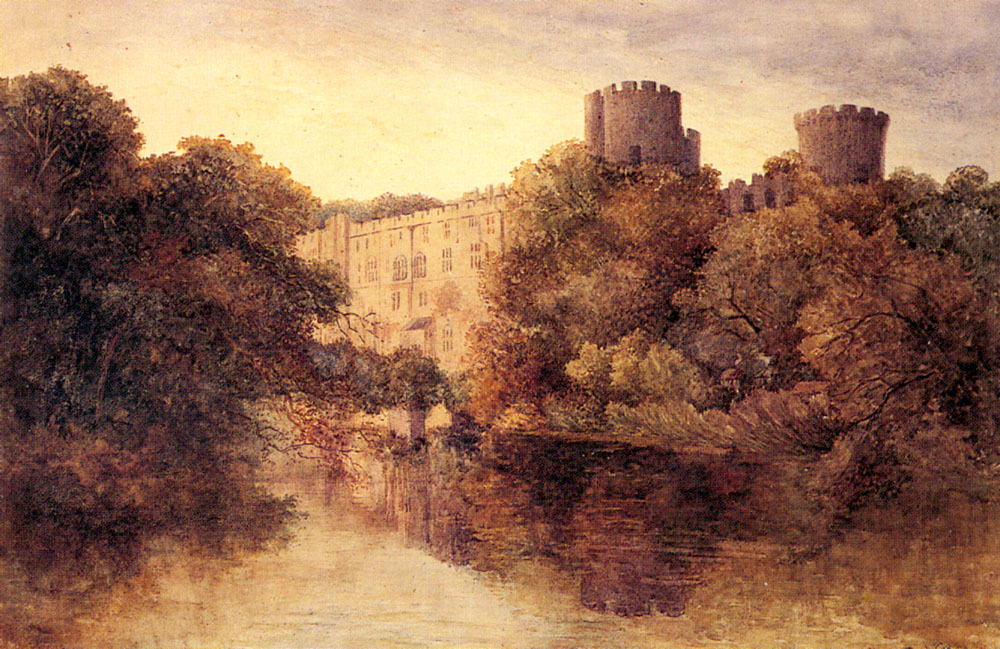
秋の風景の中の城
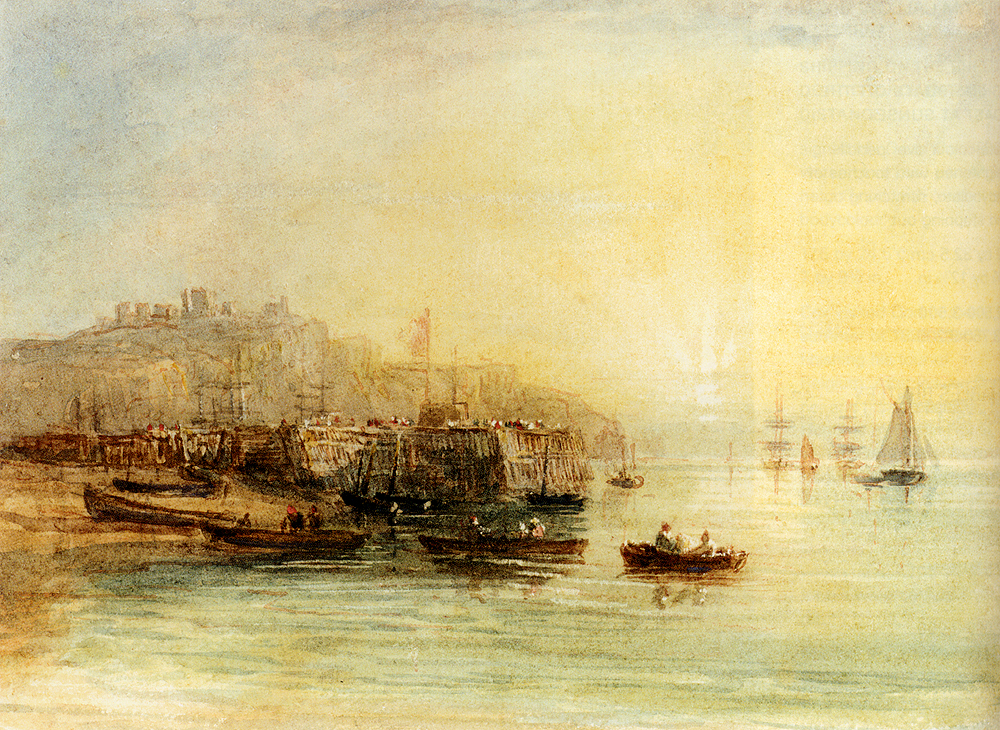
ドーヴァーの漁船
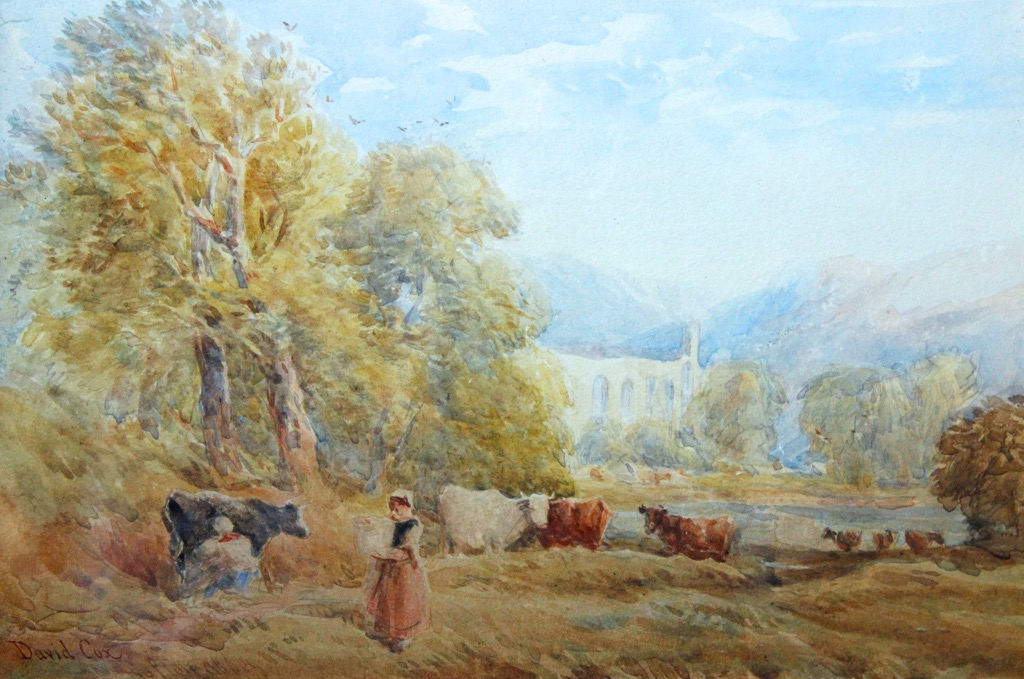
Bolton Abbey
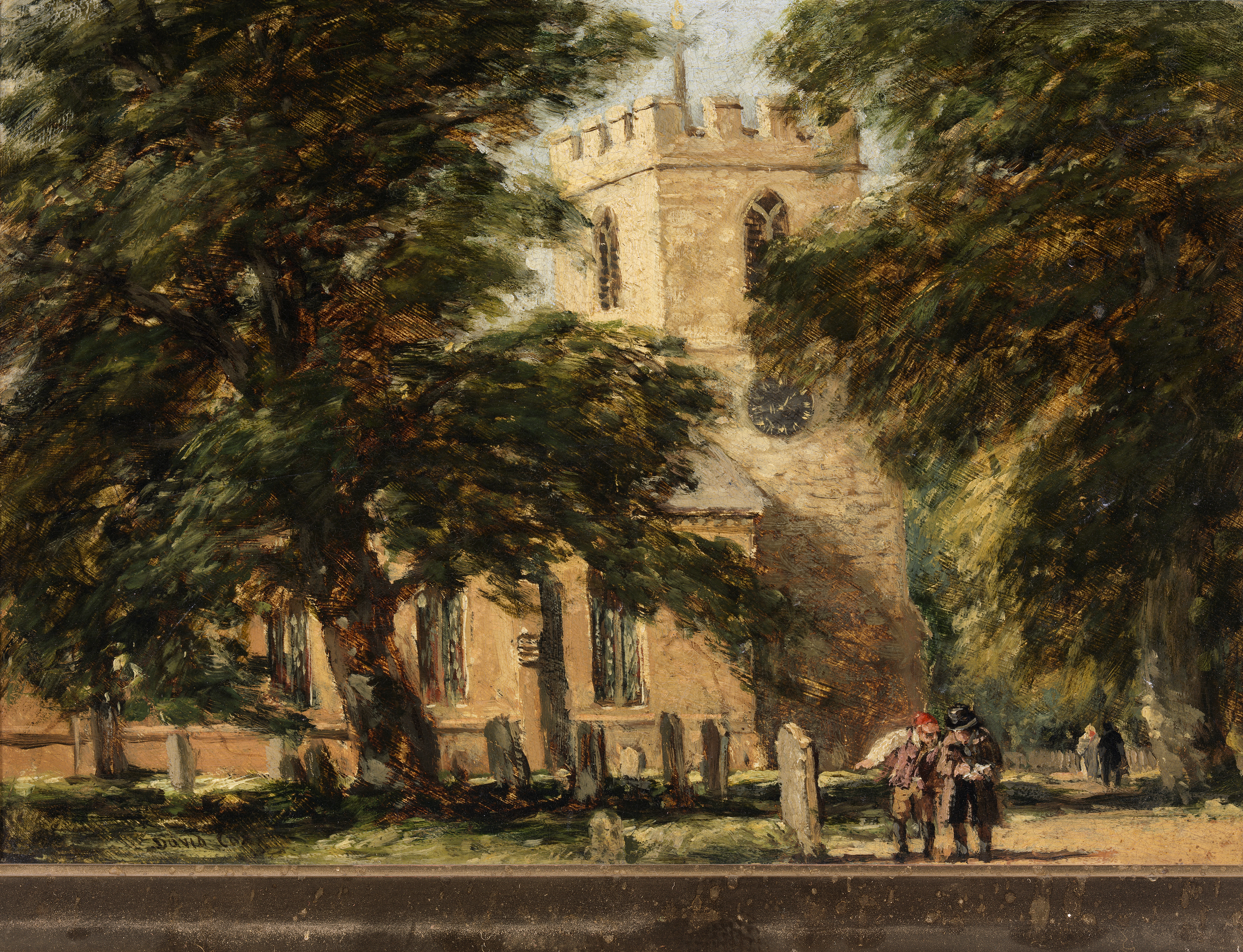
Harborne Church, near Birmingham（油絵）

## 著作
- Treatise an Landscape Painting and Effect in Water-colours (London 1813)
- A series of progressive lessons intended to elucidate the art of painting in water colours (London 1845)